# Patsy Watchorn
Patsy Watchorn, född 16 oktober 1944 i Crumlin i Dublin, är en irländsk sångare och musiker. Han var tidigare medlem i Dublin City Ramblers och efter ett antal soloalbum gick han 2005 med i The Dubliners som ersättare för Paddy Reilly. Förutom sången spelar Watchorn även banjo, bodhrán, samt skedar.
Som soloprojekt kan nämnas att Watchorn skrev och framförde den officiella sången för Irlands fotbollslandslag.
När The Dubliners slutade som grupp 2012 efter 50 år fortsatte Patsy Watchorn att turnera tillsammans med Seán Cannon, Eamonn Campbell och banjospelaren Gerry O'Connor under namnet The Dublin Legends. 2014 meddelade Patsy Watchorn att han tänkte avbryta musicerandet av hälsoskäl.

## Diskografi
Album
- Pub with No Beer (1996)
- The Craig & Porter Too (1998)
- Shindig – Recorded Live at the Old Jameson Distillery' (1998)
- The Rare Old Times: The Very Best of Patsy Watchorn (2002)
- Hearts on Fire (2003)
- Irish Rebel Heroes (2004)
- Now (2011)
- An Evening with the Dublin Legends: Live In Vienna (2014)

EPs
- Spot the Paddy (1996)
- Sonia's Song (1996)
- The Celtic Warrior (1997)
- Insurrection '98 (1998)

Singel
- "Raglan Road" / "Dublin In My Tears" (2004)

Samlingsalbum
- Raised on Songs and Stories (2000)
- Come On You Boys In Green (2001)